# Auston Trusty
Auston Levi-Jesaiah Trusty (ur. 12 sierpnia 1998 w Medii) – amerykański piłkarz występujący na pozycji środkowego obrońcy w szkockim klubie Celtic oraz w reprezentacji USA. Wychowanek Philadelphia Union, w trakcie swojej kariery grał także w takich zespołach, jak Colorado Rapids, Arsenal, Birmingham City i Sheffield United.